# Вернон, Майк
Майк Вернон (англ. Mike Vernon; род. 24 февраля 1963, Калгари, Альберта) — канадский хоккейный вратарь.
Выступал за сборную Канады, «Калгари Флэймз», «Детройт Ред Уингз», «Сан-Хосе Шаркс», «Флорида Пантерз». Под сводами дворца в «Калгари» увековечено его имя. Двукратный обладатель Кубка Стэнли (1989, 1997).

## Игровая карьера
В течение четырёх сезонов играл за «Калгари Рэнглерз», в которой стал основным вратарём; по итогам сезонов 1981/82 и 1982/83 два раза пдоряд он получал награду Дел Уилсон Трофи (как лучший вратарь) и Фоур Бронкос Мемориал Трофи (как лучший игрок WHL).
Затем он присоединился к клубу НХЛ «Калгари Флэймз», в котором первые три сезона играл и за «Флэймз», и за фарм-клубы. С сезона 1986/87 он закрепился в составе «Флеймз», став основным вратарём команды, в качестве которого играл восемь сезонов и в 1989 году завоевал первый в истории клуба Кубок Стэнли.
29 июня 1994 года был обменян в «Детройт Ред Уингз» на защитника Стива Чейссона. В составе «Ред Уингз» он отыграл три сезона, выиграв в составе команды в 1997 году Кубок Стэнли.
18 августа 1997 года был обменян в «Сан-Хосе Шаркс», в составе которого он отыграл два с половиной сезона.
30 декабря 1999 года был обменян во «Флориду Пантерз», в составе которой отыграл до конца сезона, став основным вратарём.
24 июня 2000 года вернулся по обмену в «Калгари Флэймз», в котором отыграл два сезона и завершил игровую карьеру по окончании сезона 2001/02 в возрасте 39 лет.